# Railjet
Railjet je vlak velikih brzina koji koriste Austrijske Željeznice. Predviđene brzine su oko 230 km/h.

## Push-pull vlak
Posebnost ovoga vlaka u odnosu na druge slične je ta, jer je koncipiran kao push-pull vlak. To znači, kako na jednom kraju ima konvencionalnu električnu lokomotivu, a na drugom je samo nepogonjeni vagon upravljačnica, koji omogućuje upravljanje pri vožnji u drugom smjeru.
Vlak se sastoji od lokomotive i sedam vagona. Pri povećanju kapaciteta bit će moguće spojiti dvije garniture s dvije lokomotive.

## Komfor
Svaki vlak ima 408 sjedećih mjesta. Postoji tri kategorije: Premium Class, Business Class i Economy Class. Za putnike invalide su planirane sljedeće olakšice: dizala na vozilima, tri mjesta za   ljude u kolicima, WC bez barijera, utičnica za baterije za kolica, mjesto za psa vodiča slijepih osoba, Servisni poziv i prilagođene sustavi za poziv u nuždi. U dvjema gornjim klasama se nudi   "Am-Platz-Service", tj. direktno posluživanje na mjestu sjedenja angeboten,utičnice se podrazumijevaju kao i široki, tlakootporni prijelazi i sjedala napravljena po najnovijim ergonomskim spoznajama.

## Linije
- od kraja 2008.: Budimpešta - Beč - München
- kraj 2009.: Beč – Salzburg – Bregenz ( – Zurich)
- 2010.: Beč - Bregenz ( - Zürich)
- 2010. – 2012.: Beč - Graz
- 2010. – 2012.: Beč - Villach - Venezia/Lienz
- 2013.: Pojačanje linije Beč - Innsbruck - Bregenz (- Zürich)
- 2014.: Graz - Beč - Prag

## Vanjske poveznice
- Railjet web stranica (njemački)
- Članak u časopisu "Railway Gazette" (engleski)  Arhivirana inačica izvorne stranice od 17. svibnja 2008. (Wayback Machine)